# La Dame aux camélias (film, 1953)
Pour les articles homonymes, voir La Dame aux camélias (homonymie).
Pour plus de détails, voir Fiche technique et Distribution.
La Dame aux camélias est un film français en couleurs, réalisé en 1952 par Raymond Bernard, d'après le roman éponyme d'Alexandre Dumas fils, sorti en 1953.

## Synopsis
La Dame aux camélias a pour thème une histoire d’amour entre une courtisane atteinte de phtisie, Marguerite Gautier, et un jeune bourgeois, Armand Duval. La narration de cette histoire d’amour constitue un récit dans le récit, puisqu’Armand Duval raconte son aventure au narrateur initial du roman. (voir résumé détaillé La Dame aux camélias)

## Fiche technique
- Titre : La Dame aux camélias
- Réalisation : Raymond Bernard, assisté de Pierre Gautherin
- Scénario : Jacques Natanson et Raymond Bernard, d'après le roman d’Alexandre Dumas fils
- Dialogues : Jacques Natanson
- Décors : Léon Barsacq
- Costumes : Rosine Delamare
- Photographie : Philippe Agostini
- Son : Jacques Gallois
- Musique : Francis Lopez
- Montage : Charlotte Guilbert
- Durée : 111 minutes couleurs Gévacolor
- Date de sortie : 
  - France : 6 novembre 1953
- Affiche : Jean Mascii (France)

## Distribution
- Micheline Presle : Marguerite Gauthier, une courtisane adulée, atteinte de consomption
- Gino Cervi  (V.F : Serge Nadaud) : Monsieur Duval, le père d'Armand qui s'oppose à son union avec Marguerite
- Roland Alexandre : Armand Duval, le jeune amant sincère de Marguerite
- Alba Arnova : Olympe
- Jane Morlet : Nanine, la servante
- Mathilde Casadesus : Prudence
- Jacques Clancy : Gaston Rieux
- Henri Crémieux : Monsieur Chambourg, le père de Léon
- Jean Brochard : le notaire
- Maurice Escande : le duc
- Jean Parédès : le comte de Varville
- Robert Seller : un maître d'hôtel
- Jacques Famery : un ami d'Armand
- Françoise Soulié : Blanche
- Antonin Baryel
- Gérard Buhr
- Henri Debain
- Jean-Pierre Hébrard
- Javotte Lehmann : Violette
- Olivier Mathot
- Jacqueline Morane
- Evelyn Nattier
- Nadine Olivier
- Michel Vadet
- André Wasley
- Denise Kerny : une commère
- Claude Nicot : Léon Chambourg, un benêt prétentieux
- Germaine Delbat : l'épouse du notaire

## Autour du film
Les seules copies visibles durent 96 minutes. Plusieurs comédiens cités par les corporatifs d'époque (Germaine Delbat, Denise Kerny, Claude Nicot...) sont absents de cette version.